# Dakhaas

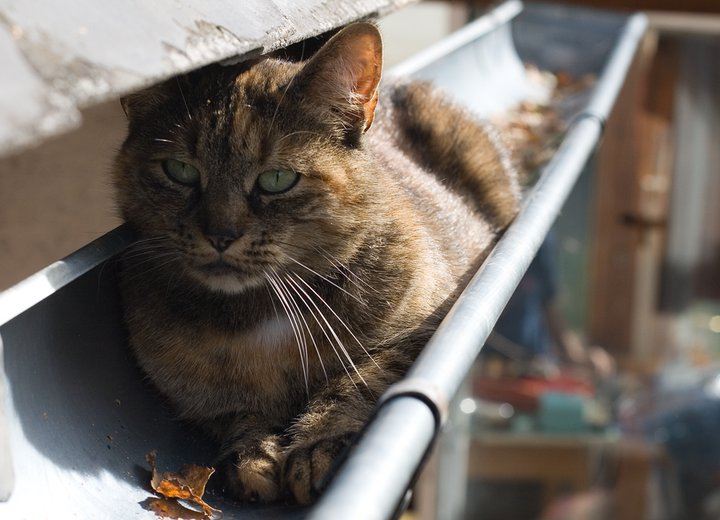
Een dakhaas?

Dakhaas, balkhaas of dakkonijn is een eufemisme voor een huiskat als gerecht. De smaak van een kat ligt tussen die van een haas en een konijn volgens de Larousse. Tijdens de Hongerwinter eindigden veel 'dakhazen' in de pan.
De naam wordt vooral gebruikt in het zuiden en oosten van Nederland. De naam wordt ook verbonden met Helmond, waarvan de inwoners ook wel werden aangeduid als 'kattenmeppers', die 'dakhazen' aten, misschien wegens grote armoede. In dat geval kan de aanduiding 'dakhaas' een eufemisme zijn. In het verlengde van de kat wordt het woord ook wel gebruikt voor mensen die veel op het dak zijn, zoals dakdekkers (denk ook aan zandhaas voor infanterist).
In het Stad-Utrechts dialect wordt achterlijke dakhaos gebruikt als scheldwoord, bijvoorbeeld in het cabaret van Herman Berkien en in het lied Tante Door van Pleps.